# Llac Pepin
El llac Pepin (Lake Pepin) és un llac natural a la conca del riu Mississipi, a la frontera entre els estats de Minnesota i Wisconsin (Estats Units). El llac Pepin forma un corredor transitat per l'autopista i el transport ferroviari. El llac, que va ser el bressol esportiu de l'esquí aquàtic, acull una gran varietat d'activitats de lleure. El llac Pepin és el llac més gran del riu Mississipi.
És un llac d'origen natural formant una reserva d'aigua a redós dels dipòsits sedimentaris del delta del riu Chippewa. El llac té una llargària de 35 km i una amplada que arriba als 3,2 km. Ocupa una superfície de 100 km², té una profunditat màxima de 18 m. i una profunditat mitjana de 6,4 m.  
L'àmplia àrea del llac s'estén cap al sud des de Bay City, Wisconsin, fins a Reads Landing, Minnesota. Els pobles importants de la riba són Maiden Rock i Estocolm, a la banda de l'estat de Wisconsin, mentre que el parc estatal de Frontenac ocupa el costat de l'estat de Minnesota. La ciutat més gran a la riba del llac és Lake City (Minnesota).